# Eric Malpass
Eric Lawson Malpass est un écrivain britannique. Il est principalement connu pour ses descriptions pleines d'esprit de la vie familiale rurale, et notamment pour sa création de la famille élargie des Pentecost. Il a également écrit des fictions historiques allant de la fin du Moyen Âge à l'Angleterre édouardienne et a acquis un lectorat dévoué surtout en Europe continentale, en particulier en Allemagne, où la plupart de ses livres ont été traduits.

## Biographie
Né à Derby et éduqué à la King Henry VIII School, Coventry, Malpass, tout en écrivant pendant son temps libre, a travaillé pour la Barclays Bank à Long Eaton, Derbyshire. Il rentrait chez lui après une journée de travail et passait la soirée à écrire.
Pendant la guerre, il a servi dans la Royal Air Force, principalement en Égypte. Démobilisé, il commence à écrire pour des magazines et pour la BBC. Il était un contributeur régulier à Argosy, un magazine de nouvelles bien qu'il lui ait fallu de nombreuses années avant qu'il ne soit publié pour la première fois. De nombreux autres magazines de nouvelles ont pris son travail et en 1955, il a remporté le concours de nouvelles de The Observer.
Son premier livre, Beefy Jones, a rapidement suivi, puis Morning's at Seven qui a reçu de bonnes critiques, mais de mauvaises ventes au Royaume-Uni. Cependant, il a dominé la liste des best-sellers de Der Spiegel en Allemagne et y est resté pendant trois ans, après quoi il a été stipulé qu'aucun livre ne pourrait y rester aussi longtemps à l'avenir. Après ses premiers succès, notamment avec Morning's at Seven, il se tourne vers l'écriture à plein temps. La banque a d'abord refusé d'accepter sa démission, puis a déclaré qu'il perdrait sa pension et n'a changé d'avis qu'après de très longues discussions.
Marié, avec un fils, deux petites-filles et cinq arrière-petits-enfants, Malpass a vécu à Long Eaton jusqu'à cinq ans avant sa mort, lorsqu'il a déménagé à Bishop's Waltham dans le Hampshire.

## Livres

### Livres traduits en français
- Le Matin est servi - traduction de Anne-Marie Soulac (1967)
- Au clair de lune, mon ami Gaylord - traduction de Hortense Chabrier (1971)
- Ce bon gros Jones - traduction de Hortense Chabrier (1972)
- Ma fille chérie - traduction de Hortense Chabrier (1977)
- L'endroit rêvé pour un trésor caché